# Standing Hampton
Albums de Sammy Hagar
Danger Zone
(1980) Three Lock Box
(1982)
Standing Hampton est le sixième album studio du chanteur de rock américain Sammy Hagar, sorti le 6 janvier 1982 chez Geffen Records. Il s'agit de son premier album sans Capitol Records, son ancien label. C'était son premier album à obtenir une certification RIAA, devenant disque de platine, et cinq de ses singles figurent dans les charts rock ou pop traditionnels.
La version britannique de l'album est sortie avec une interview bonus en format 45 tours intitulée Conversations with Sammy Hagar.

## Accueil de la critique
Le critique Dante Bonutto (Kerrang!) fait l'éloge du morceau d'ouverture de l'album (le premier morceau au Royaume-Uni), There Only One Way to Rock, tout en critiquant le reste de l'album, qui n'était selon lui pas aussi énergique et original que la première chanson.

## Titre et illustration
A l'origine, Sammy Hagar voulait appeler cet album One Way To Rock. C'est un fan britannique qui lui aurait inspiré le titre final.
En dialecte des Cockney, un "Hampton" décrit un pénis (Hampton Wick rime avec "Dick"). Le Hampton "debout" ("Standing" en anglais) serait alors une référence à une érection. Cela explique pourquoi la pochette montre un gentleman saluant une femme qui est presque déshabillée. D'après les crédits sur la pochette, les graphismes de la couverture ont été inspirés par l'œuvre du peintre surréaliste Paul Delvaux.

## A propos des chansons
- I'll Fall in Love Again a été utilisé dans la bande originale du film Vision Quest (1985)[5].
- There's Only One Way to Rock est devenu l'un des plus grands tubes de la carrière solo de Hagar[6],[7]. Cette chanson et I Can't Drive 55 étaient les deux chansons de Hagar que Van Halen jouait régulièrement après qu'il a rejoint le groupe[8],[9].
- Une version remixée de la chanson Heavy Metal a été utilisée pour la bande originale du film d'animation Métal hurlant[10].
- A propos des paroles de la chanson Inside Lookin 'In "ringin' just like one UXB" (ou "sonner comme une MNE" en français) : UXB (ou MNE en français) est l'acronyme de "munition non explosée"[11].
- Les paroles de Sweet Hitchhiker "Blaupunkt blastin' my favorite song" font référence à la marque Blaupunkt, connue pour ses autoradios.
- Piece of My Heart est une reprise d'une chanson d'Erma Franklin rendue célèbre par Janis Joplin.

## Liste des chansons
| Standing Hampton | Standing Hampton             | Standing Hampton | Standing Hampton | Standing Hampton | Standing Hampton | Standing Hampton | Standing Hampton | Standing Hampton | Standing Hampton |
| No               | Titre                        | Durée            |                  |                  |                  |                  |                  |                  |                  |
| ---------------- | ---------------------------- | ---------------- | ---------------- | ---------------- | ---------------- | ---------------- | ---------------- | ---------------- | ---------------- |
| 1.               | I'll Fall in Love Again      | 4:14             |                  |                  |                  |                  |                  |                  |                  |
| 2.               | There's Only One Way to Rock | 4:15             |                  |                  |                  |                  |                  |                  |                  |
| 3.               | Baby's on Fire               | 3:34             |                  |                  |                  |                  |                  |                  |                  |
| 4.               | Can't Get Loose              | 5:38             |                  |                  |                  |                  |                  |                  |                  |
| 5.               | Heavy Metal                  | 3:50             |                  |                  |                  |                  |                  |                  |                  |
| 6.               | Baby, It's You               | 4:46             |                  |                  |                  |                  |                  |                  |                  |
| 7.               | Surrender                    | 3:14             |                  |                  |                  |                  |                  |                  |                  |
| 8.               | Inside Lookin' In            | 4:26             |                  |                  |                  |                  |                  |                  |                  |
| 9.               | Sweet Hitchhiker             | 4:10             |                  |                  |                  |                  |                  |                  |                  |
| 10.              | Piece of My Heart            | 3:57             |                  |                  |                  |                  |                  |                  |                  |
| 42:08            |                              |                  |                  |                  |                  |                  |                  |                  |                  |

## Charts
| Charts (1982)         | Plus haute position |
| --------------------- | ------------------- |
| Canadian Albums (RPM) | 39                  |
| UK Albums (OCC)       | 84                  |
| US Billboard 200      | 28                  |

| Charts (1982)    | Position |
| ---------------- | -------- |
| US Billboard 200 | 49       |

### Charts des singles
| Année | Single                       | Chart                     | Position |
| ----- | ---------------------------- | ------------------------- | -------- |
| 1982  | Baby's on Fire               | Billboard Mainstream Rock | 35       |
| 1982  | Can't Get Loose              | Billboard Mainstream Rock | 49       |
| 1982  | I'll Fall in Love Again      | Billboard Mainstream Rock | 2        |
| 1982  | I'll Fall in Love Again      | Billboard Pop Singles     | 43       |
| 1982  | Piece of My Heart            | Billboard Pop Singles     | 73       |
| 1982  | Piece of My Heart            | UK Singles                | 67       |
| 1982  | There's Only One Way to Rock | Billboard Mainstream Rock | 31       |

## Certifications
| Pays                                            | Certification | Unités vendues |
| ----------------------------------------------- | ------------- | -------------- |
| États-Unis (RIAA)                               | Platine       | 1'000'000*     |
| *Nécessaires à l'obtention de la certification. |               |                |

## Interprètes

### Musiciens
- Sammy Hagar – chant, guitare
- Gary Pihl - guitare, chœurs
- Bill Church - basse, chœurs
- David Lauser - batterie, chœurs

### Production
- Keith Olsen - producteur, ingénieur du son
- Chris Minto - ingénieur du son
- Greg Fulginiti – mastering
- Richard Seireeni – direction artistique

## Editions selon les pays
- Geffen Records (Japon): 25AP 2247
- Geffen Records (Japon): MVCG 21004
- Geffen Records (Royaume-Uni) : FEM 85456
- Geffen Records (Pays-Bas): GEF 45456
- Geffen Records (Allemagne) : GEFD 02006